# Jaime Terzi
Pour les articles homonymes, voir Terzi.
 (octobre 2022).
Jaime Terzi né le 21 novembre 1999, est un joueur argentin de hockey sur gazon. Il évolue à San Fernando et avec l'équipe nationale argentine.

## Carrière
- Il fait partie de l'équipe nationale première en mars 2022 pour concourir à la Ligue professionnelle 2021-2022[1].